# Syzeton evansi
Syzeton evansi es una especie de coleóptero de la familia Aderidae. Fue descrita científicamente por Maurice Pic en 1929.

## Distribución geográfica
Habita en la República Democrática del Congo.